# Hội tụ công nghệ
Hội tụ công nghệ (hay Hội tụ số) đề cập đến xu hướng mà các công nghệ, ban đầu không liên quan đến nhau, trở nên tích hợp chặt chẽ hơn và thậm chí thống nhất khi chúng phát triển và tiến bộ. Khái niệm này gần giống với sự tiến hóa hội tụ trong hệ thống sinh học, ví dụ tổ tiên của cá voi đã phát triển ngày càng giống cá về hình thái và một số chức năng, mặc dù loài này không phải là cá và không thuộc họ cá. Trong sự hội tụ công nghệ, một ví dụ điển hình là điện thoại, truyền hình và máy tính, xuất hiện như những công nghệ riêng biệt, đã hội tụ theo nhiều cách thành các bộ phận liên quan đến nhau trong ngành viễn thông và truyền thông, tạo nên từ nền tảng các yếu tố chung của thiết bị điện tử kỹ thuật số và phần mềm.
"Hội tụ là sự tích hợp sâu sắc của kiến thức, công cụ và tất cả các hoạt động liên quan đến hoạt động của con người vì một mục tiêu chung, cho phép xã hội trả lời các câu hỏi mới để thay đổi hệ sinh thái vật lý hoặc xã hội tương ứng. Những thay đổi như vậy trong hệ sinh thái tương ứng mở ra những xu hướng, con đường và cơ hội mới trong giai đoạn khác nhau sau của quá trình "(Roco 2002, Bainbridge và Roco 2016.)

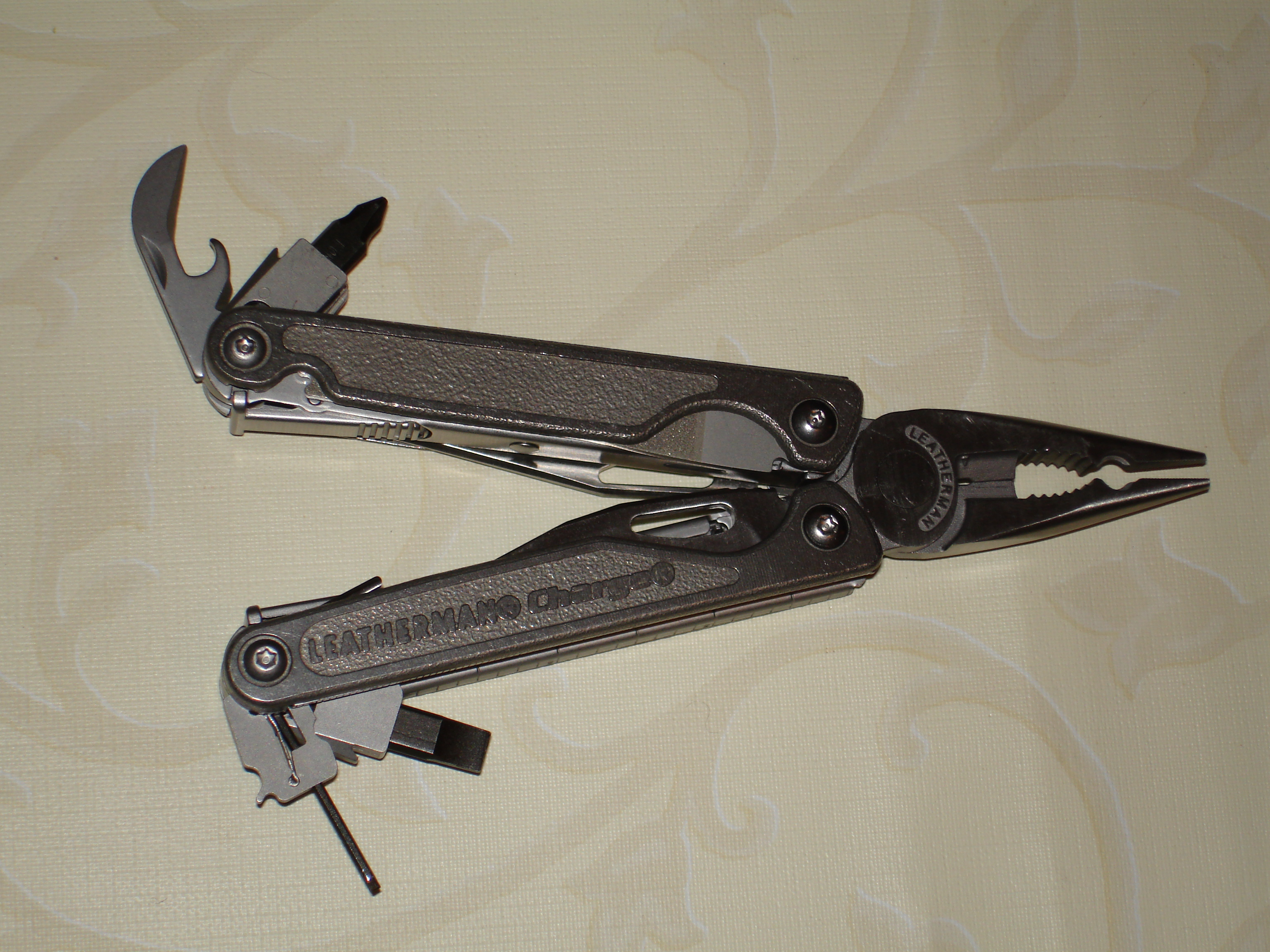
Một công cụ cơ khí hội tụ, gọi multitool. Trong một thiết bị, nó cung cấp nhiều công cụ khác nhau.

Hội tụ công nghệ truyền thông (Media technological convergence) là xu hướng khi công nghệ thay đổi, các hệ thống công nghệ khác nhau đôi khi phát triển theo hướng thực hiện các nhiệm vụ tương tự.
Hội tụ truyền thông (Media convergence) là sự liên kết của máy tính và các công nghệ thông tin, nội dung truyền thông, công ty truyền thông và mạng truyền thông, hình thành như là kết quả của sự phát triển mạnh mẽ và phổ biến của Internet cũng như các hoạt động, sản phẩm và dịch vụ đã xuất hiện trong không gian truyền thông kỹ thuật số.
Hội tụ kỹ thuật số được định nghĩa là khả năng xem cùng một nội dung đa phương tiện từ các loại thiết bị khác nhau. Tất cả đều nhờ vào việc số hóa nội dung (phim, hình ảnh, âm nhạc, giọng nói, văn bản) và sự phát triển của các phương thức kết nối.
Có 5 yếu tố của sự Hội tụ số là:
[1] Công nghệ: Thông thường các công nghệ được xem là rất khác nhau, được phát triển các tính năng tương tự theo thời gian khiến sự khác biệt ấy trở nên mờ dần. Năm 1995, tivi và điện thoại di động là những thiết bị hoàn toàn khác nhau. Trong những năm gần đây, chúng có thể có các tính năng tương tự như khả năng kết nối với wifi, sử dụng các phương tiện truyền thông đa dạng trên nền tảng internet và chạy các ứng dụng. Mọi người có thể sử dụng tivi hoặc điện thoại để chơi trò chơi hoặc liên lạc với người thân, sử dụng cùng một phần mềm.
[2] Truyền thông và nội dung: Một dịch vụ truyền hình và internet đã từng được xem là riêng biệt nhưng đã bắt đầu hội tụ. Có khả năng âm nhạc, phim ảnh, trò chơi video và nội dung thông tin, cuối cùng sẽ hội tụ đến mức chúng không còn là các định dạng khác biệt. Ví dụ, âm nhạc trong tương lai có thể luôn đi kèm với một video âm nhạc tương tác giống như một trò chơi.
[3] Ứng dụng dịch vụ: Vào cuối những năm 1990, có sự khác biệt rất lớn giữa các phần mềm và dịch vụ kinh doanh và tiêu dùng. Với thời gian, sự khác biệt này dần mờ đi. Công nghệ có xu hướng chuyển từ một số lượng lớn các công cụ có tính chuyên dụng cao sang một nhóm nhỏ các công cụ linh hoạt với nhiều ứng dụng rộng rãi.
[4] Robot & Máy móc: Ngày càng phổ biến các máy móc như phương tiện hoặc thiết bị có các tính năng bán tự trị về mặt kỹ thuật, biến chúng thành robot.
[5] Thực tế ảo: Có thể được xem là sự hội tụ của cuộc sống thực với các thực thể kỹ thuật số như trò chơi và môi trường thông tin.

### Hội tụ trong lĩnh vực khoa học và công nghệ
Định nghĩa đầy đủ về khái niệm này được Roco, Bainbridge, Tom và Whitesides thể hiện trong cuốn Convergence of Knowledge, Technology and Society (2013). Bainbridge và Roco đồng thời còn biên tập và đồng tác giả cuốn Handbook of Science and Technology Convergence (2016), trong đó định nghĩa khái niệm hội tụ trong nhiều lĩnh vực khoa học, công nghệ và y tế. Roco mặt khác xuất bản cuốn Principles and Methods that Facilitate Convergence (2015).
Các giải pháp về hội tụ bao gồm cả các giải pháp đường cố định và giải pháp công nghệ di động. Một số ví dụ gần đây của các dịch vụ mới và hội tụ bao gồm:
·         Sử dụng Internet cho giọng nói và gọi video
·         Video dựa trên nhu cầu
·         Hội tụ cố định – di động
·         Hội tụ di động – di động
·         Các dịch vụ dựa vào vị trí
·         Các sản phẩm tích hợp và theo gói
Hội tụ công nghệ có thể tích hợp những giải pháp đường cố định vào di động để tạo thành một giải pháp hội tụ. Công nghệ hội tụ gồm có:
• Hệ thống con đa phương tiện IP
• Giao thức khởi tạo phiên
• IPTV
• Gọi thoại qua IP
• Gọi thoại liên tục
• Phát sóng video kỹ thuật số - cầm tay

### Hội tụ trong các thiết bị
Một số chuyên gia quan sát nhận định rằng chúng ta dần dần sẽ tiếp cận được mọi phương tiện thông tin qua một thiết bị duy nhất, hay còn gọi là “hộp đen”. Bằng cách đó, các doanh nghiệp truyền thông sẽ tìm kiếm những “hộp đen” mới để đầu tư vào và truyền thông. Điều này có thể dẫn đến một số vấn đề.
- (1) Do những hộp đen được phát minh và bỏ không dùng đến, người dùng sẽ có nhiều thiết bị thực hiện cùng một chức năng, thay vì một thiết bị thực hiện được nhiều chức năng. Ví dụ, một người sở hữu cả máy tính và máy chơi game phải có 2 đĩa DVD. Điều này mâu thuẫn với khái niệm “hộp đen” đã nêu.
- (2) Hội tụ công nghệ thường có xu hướng được thử nghiệm trong thực tế. Điều này dẫn đến người dùng có những thiết bị có những tính năng kèm theo, khó sử dụng hơn so với sử dụng riêng lẻ từng thiết bị. Ví dụ, nhiều người sẽ xem TV trong khi ăn hoặc trong nhà bếp, tuy nhiên, họ sẽ không dùng một chiếc lò vi sóng để xem TV. Các ví dụ này cho thấy một số trường hợp hội tụ công nghệ có thể không cần thiết hoặc không được mong muốn.

Hơn thế nữa, mặc dù khách hàng thường sử dụng các thiết bị truyền thông chuyên dụng cho nhu cầu của họ, những “hộp đen” khác thực hiện các chức năng giống nhau vẫn có thể dùng để thỏa mãn nhu cầu hiện tại của họ. Trong nghiên cứu năm 2002, Cheskin Research giải thích: “… Nhu cầu và mong muốn sử dụng email của bạn sẽ khác biệt tùy vào việc bạn đang ở nhà, ở nơi làm việc, trường học, đi du lịch, ở sân bay,…và những thiết bị khác nhau được thiết kế để đáp ứng nhu cầu của bạn trong việc tiếp cận thông tin tùy vào việc bạn đang cần chúng ở đâu”. Mặc dù việc tạo ra “hộp đen” để thực hiện mọi chức năng trong một thiết bị, xu hướng vẫn là sử dụng nhiều thiết bị có thể phù hợp với vị trí vật lý của người dùng.
Do sự đa mục đích của công nghệ di động, sự hội tụ diễn ra trên các thiết bị cao cấp. Chúng có thể tích hợp các dịch vụ truyền thông đa phương tiện, GPS, truy cập Internet, và thoại di động vào trong một thiết bị, đánh dấu sự trỗi dậy của những thứ được gọi là “điện thoại thông minh”, một thiết bị được thiết kế để loại bỏ việc phải mang theo nhiều thiết bị khác. Sự hội tụ trong truyền thông diễn ra khi nhiều sản phẩm khác nhau phối hợp để tạo ra một sản phẩm duy nhất với đầy đủ các tiện lợi của các sản phẩm thành phần. Lý thuyết này xuất phát từ Henry Jenkins, được xem như là một sự không thể vì không thể nào tích hợp tất cả các thành phần kỹ thuật thành một. Ví dụ, trong khi mọi người đều có email và Internet trên điện thoại, họ vẫn muốn có hai chức năng này trên máy tính. Một ví dụ tiêu biểu là điện thoại di động, chúng có máy ảnh kỹ thuật số, máy nghe nhạc mp3, máy ghi âm và nhiều thiết bị khác. Đối với người dùng, điều này nghĩa là nhiều chức năng hơn trong khi kích cỡ nhỏ hơn, đối với các tập đoàn truyền thông, điều này nghĩa là họ có thể duy trì độ cạnh tranh.

### Hội tụ trên Internet
Vai trò của Internet đã thay đổi từ việc sử dụng ban đầu như một công cụ truyền thông thành truy cập thông tin và dịch vụ dễ dàng và nhanh hơn, chủ yếu thông qua kết nối băng thông rộng. Truyền hình, đài phát thanh và báo chí là phương tiện truyền thông để truy cập tin tức và giải trí; bây giờ, cả ba phương tiện đã hội tụ thành một, và mọi người trên khắp thế giới có thể đọc và nghe tin tức và thông tin khác trên internet. Sự hội tụ của Internet và TV thông thường đã trở nên phổ biến trong những năm 2010, thông qua Smart TV, đôi khi còn được gọi là "TV được kết nối" hoặc "TV lai", (không bị nhầm lẫn với IPTV, Internet TV hoặc với TV TV). Smart TV được sử dụng để mô tả xu hướng tích hợp các tính năng Internet và Web 2.0 hiện nay vào các TV và hộp giải trí hiện đại, cũng như sự hội tụ công nghệ giữa các máy tính và các TV hoặc các hộp giải mã này. Các thiết bị mới này thường tập trung nhiều hơn vào phương tiện tương tác trực tuyến, Internet TV, nội dung vượt trội, cũng như phương tiện truyền phát theo yêu cầu và ít tập trung vào phương tiện truyền thông truyền thống như các thế hệ truyền hình trước.

### Hội tụ kỹ thuật số
Hội tụ kỹ thuật số có nghĩa là xu hướng mà nhiều cải tiến, nguồn phương tiện truyền thông, nội dung trở nên hợp nhất với thời gian. Nó cho phép sự hội tụ các thiết bị truy cập và nội dung cũng như vận hành và chiến lược của các thành phần tham gia trong ngành công nghiệp. Đây là cách thức loại hội tụ công nghệ này tạo ra cơ hội, đặc biệt là trong lĩnh vực phát triển sản phẩm và chiến lược phát triển cho các công ty có sản phẩm kỹ thuật số.
Điều tương tự cũng có thể được nhắc tới trong trường hợp các nhà sản xuất nội dung cá nhân như vlogger trong nền tảng chia sẻ video - YouTube. Sự hội tụ trong ví dụ này được thể hiện ở sự liên quan đến Internet, các thiết bị gia đình như tivi thông minh, máy ảnh, ứng dụng YouTube và nội dung. Trong cấu trúc này, gọi là "nan hoa", là các thiết bị kết nối với một hub trung tâm, mà có thể là TV thông minh hoặc PC. Ở đây, Internet đóng vai trò trung gian, đặc biệt thông qua các công cụ tương tác và phương tiện truyền thông mạng xã hội, để tạo ra những hỗn hợp độc đáo của các sản phẩm và dịch vụ thông qua tích hợp theo chiều ngang.

### Hội tụ trên thị trường
Thị trường hội tụ là một thị trường toàn cầu năng động, trong đó các công ty và lĩnh vực khác nhau được kết nối, tất cả với tư cách là đối thủ cạnh tranh và bên cộng tác, vượt qua ranh giới truyền thống của ngành công nghiệp và công nghệ. Trong một thế giới bị chi phối bởi sự hội tụ, nhiều sản phẩm, dịch vụ và loại hình công ty truyền thống sẽ trở nên ít liên quan đến xu hướng này hơn, nhưng một chuỗi những công ty mới ra đời có thể làm điều này. Một chuỗi phát triển công nghệ đóng vai trò làm gia tốc cho sự hội tụ, bao gồm tính di động, phân tích, đám mây, mạng kỹ thuật số và phương tiện truyền thông mạng xã hội. Sự hội tụ là mối đe dọa đối với những người chưa chuẩn bị, nhưng là cơ hội tăng trưởng to lớn đối với các công ty có thể đổi mới và thực hiện danh sách các đối thủ cạnh tranh không tăng thêm của họ theo các quy tắc thị trường mới. Với sự hội tụ, các đường biên giới bị mờ đi khi các công ty đa dạng hóa ra bên ngoài so với thị trường ban đầu của họ.
Chẳng hạn, dịch vụ di động dần trở thành một phần quan trọng của ô tô; các công ty hóa chất làm việc với kinh doanh nông nghiệp; nhà sản xuất thiết bị bán nhạc, video và sách; công ty bán sách trở thành công ty thiết bị tiêu dùng; công ty chuyên về công cụ tìm kiếm và quảng cáo trở thành công ty viễn thông (“telecos”); các công ty truyền thông hoạt động như công ty viễn thông và ngược lại; các nhà bán lẻ hoạt động như các công ty dịch vụ tài chính và ngược lại; công ty mỹ phẩm làm việc với các công ty dược phẩm; và hơn thế nữa. Việc sử dụng điện thoại di động mở rộng đáng kể, cho phép người dùng thực hiện thanh toán trực tuyến khi mua hàng trên các trang thương mại điện tử, xem video hoặc thậm chí điều chỉnh bộ điều nhiệt trong nhà khi đi làm.

### Hội tụ truyền thông

##### Định nghĩa
Hội tụ truyền thông đề cập đến việc hợp nhất cả phương tiện cũ và phương tiện mới, và có thể được xem như một sản phẩm, một hệ thống hoặc một quy trình. Jenkins nói rằng sự hội tụ là "dòng chảy nội dung qua nhiều nền tảng truyền thông, là sự hợp tác giữa nhiều ngành truyền thông và hành vi di chuyển của khán giả truyền thông - những người sẽ truy cập đến hầu hết mọi kênh truyền thông để tìm kiếm những trải nghiệm giải trí mà họ muốn"
Theo Jenkins, có năm lĩnh vực hội tụ: công nghệ, kinh tế, xã hội hoặc hữu cơ, văn hóa và toàn cầu. Vì vậy, truyền thông hội tụ không chỉ là một sự dịch chuyển loại hình công nghệ hay một quy trình công nghệ, nó còn bao gồm những dịch chuyển trong các mô hình công nghiệp, văn hóa và xã hội - khuyến khích người tiêu dùng tìm kiếm thông tin mới. Sự hội tụ, nói một cách đơn giản, là cách người tiêu dùng cá nhân tương tác với người khác ở cấp độ xã hội và sử dụng đa dạng các nền tảng truyền thông khác nhau để tạo ra trải nghiệm mới, phương tiện truyền thông và nội dung mới kết nối chúng ta với xã hội, và không chỉ kết nối với người tiêu dùng khác, mà còn với các nhà sản xuất của công ty phương tiện truyền thông theo những cách mà trước đây không thể truy cập được.
Tuy nhiên, Lugmayr và Dal Zotto cho rằng sự hội tụ truyền thông diễn ra trên phương diện công nghệ, nội dung, người tiêu dùng, mô hình kinh doanh và trình độ quản lý.  Họ lập luận rằng, sự hội tụ của phương tiện truyền thông là một vấn đề của sự tiến hóa và có thể được mô tả thông qua bộ ba hiện tượng về sự hội tụ, sự phân kỳ và sự cùng tồn tại.
Những tiến bộ trong công nghệ mang đến khả năng hội tụ công nghệ mà Rheingold tin rằng có thể thay đổi "tác động xã hội", trong đó "thế giới ảo, xã hội và thế giới vật lý đang va chạm, hợp nhất và phối hợp." 
Ví dụ, một trong những hình thức báo chí mới, thú vị hơn là thực tế ảo. Reuters, một dịch vụ cung cấp tin tức quốc tế lớn, đã tạo ra và cung cấp một tin tức trên “đảo” trong môi trường thực tế ảo trực tuyến phổ biến Second Life (www.secondlife.com, ra mắt ngày 23 tháng 6 năm 2003). Dành cho bất kỳ ai, Second Life đã nổi trội lên như một dạng game thực tế ảo 3D,  hấp dẫn hàng triệu công dân trên khắp thế giới, những người đã tạo ra các avatar (ảnh đại diện ảo của chính họ) để sinh sống trong một hình thái khác nơi chuyến bay cá nhân là một thực tế, bản ngã bị thay đổi có thể phát triển, và tiền thật có thể được tạo ra mà không cần đặt chân vào thế giới thực. Quần đảo Reuters trong Second Life là phiên bản ảo của dịch vụ tin tức thế giới thực của Reuters nhưng bao gồm miền của Second Life dành cho công dân tại đây.

#### Vai trò của hội tụ truyền thông
(1)  Sự hợp nhất công nghệ của các kênh truyền thông khác nhau - Ví dụ: tạp chí, chương trình radio, chương trình TV và phim ảnh, hiện có sẵn trên Internet thông qua máy tính xách tay, iPad và điện thoại thông minh. Như đã thảo luận trong Văn hóa truyền thông (bởi Campbell), sự hội tụ của công nghệ không phải là mới. Nó đã diễn ra từ cuối những năm 1920. Một ví dụ là RCA, Tập đoàn Radio của Mỹ, đã mua Victor Talking Machine Company và giới thiệu các máy có thể nhận radio và phát nhạc được ghi. Tiếp đến là TV, và đài phát thanh đã mất đi một phần hấp dẫn khi mọi người bắt đầu xem tivi, nơi có cả tiếng nói chuyện và âm nhạc cũng như hình ảnh.
(2) Khi công nghệ tiến bộ, truyền thông hội tụ thay đổi để theo kịp. Định nghĩa thứ hai về sự hội tụ truyền thông mà Campbell thảo luận là đa nền tảng bởi các công ty truyền thông. Điều này thường liên quan đến việc hợp nhất các tổ chức truyền thông khác nhau, chẳng hạn như cáp, điện thoại, truyền hình (qua mạng, vệ tinh, cáp) và truy cập Internet dưới một chiếc ô của công ty. Điều này không phải để người tiêu dùng có nhiều lựa chọn truyền thông hơn, điều này là vì lợi ích của công ty để cắt giảm chi phí và tối đa hóa lợi nhuận của nó. [50] Như đã nêu trong bài báo, “Convergence Culture and Media Work” (tạm dịch: Hội tụ văn hóa và công việc trong ngành truyền thông) của Mark Deuze, “ sự hội tụ sản xuất và tiêu thụ phương tiện truyền thông giữa các công ty, kênh, thể loại và công nghệ là biểu hiện sự hội tụ của tất cả các khía cạnh của cuộc sống hàng ngày: làm việc và vui chơi, bản sắc địa phương và toàn cầu, bản thân và xã hội.” 

#### Quá trình phát triển của sự hội tụ công nghệ truyền thông.
Nguồn gốc lịch sử của sự hội tụ có thể bắt nguồn từ sự xuất hiện của điện thoại di động và Internet, mặc dù thuật ngữ này chỉ áp dụng đúng từ thời điểm trong lịch sử tiếp thị khi điện thoại cố định và điện thoại di động bắt đầu được cung cấp bởi các nhà mạng:
1. Vào cuối những năm 1980,[17] khoảng thời gian CD-ROM trở nên phổ biến, có dự đoán là một cuộc cách mạng kỹ thuật số sẽ diễn ra và phương tiện truyền thông cũ sẽ bị đẩy sang một bên bởi phương tiện truyền thông mới. Phát sóng truyền hình dần bị thay thế bởi Internet, cho phép người tiêu dùng trên toàn thế giới tự do truy cập nội dung phương tiện ưa thích của họ dễ dàng hơn và với tốc độ khả dụng hơn bao giờ hết.
2. Trong những năm 1990, một giả định ngầm và thường rõ ràng là phương tiện truyền thông mới sẽ thay thế phương tiện truyền thông cũ và Internet sẽ thay thế phát thanh truyền hình. Trong Nicholas Negroponte's Being Digital, Negroponte dự đoán sự sụp đổ của các mạng phát sóng có lợi cho kỷ nguyên phát sóng hẹp (narrow-casting). Ông cũng gợi ý rằng "Các đế chế nguyên khối của các phương tiện truyền thông đại chúng đang hòa tan vào một loạt các ngành công nghiệp tiểu thủ... Các ông trùm truyền thông ngày nay sẽ nắm bắt được các đế chế tập trung của họ vào ngày mai.... Các lực lượng kết hợp của công nghệ và bản chất con người cuối cùng sẽ mạnh tay hơn đa số hơn bất kỳ luật nào mà Quốc hội có thể phát minh ra.
3. Các công ty truyền thông đưa Hội tụ truyền thông trở lại chương trình nghị sự của họ, sau khi bong bóng dot-com vỡ. Erstwhile Knight Ridder đưa ra khái niệm tạp chí, báo và sách di động vào năm 1994: "Trong các tập đoàn tin tức, ngày càng rõ ràng rằng một mô hình biên tập dựa trên sự sao chép đơn thuần trên internet các nội dung trước đây được viết cho báo in, đài phát thanh hoặc truyền hình đã không còn đủ nữa. " [18]
4. Sự trỗi dậy của truyền thông kỹ thuật số vào cuối thế kỷ 20 đã giúp các tổ chức truyền thông (hoặc cá nhân) có thể cung cấp tài liệu văn bản, âm thanh và video trên cùng một dây, không dây hoặc cáp quang kết nối. Đồng thời, nó đã truyền cảm hứng cho một số tổ chức truyền thông khám phá việc cung cấp thông tin đa phương tiện. Sự hội tụ kỹ thuật số này của các phương tiện truyền thông, đặc biệt, được gọi là "Mediamorphosis", theo nhà nghiên cứu Roger Fidler [19], trong cuốn sách năm 1997 của ông với cùng tên.
5. Ngày nay, chúng ta bị bao quanh bởi một thế giới truyền thông hội tụ đa cấp, nơi tất cả các phương thức truyền thông và thông tin liên tục cải cách để thích ứng với nhu cầu lâu dài của công nghệ, "thay đổi cách chúng ta tạo ra, tiêu thụ, học hỏi và tương tác với nhau".[20]

#### Tác động của sự Hội tụ truyền thông

##### Hội tụ văn hóa
Henry Jenkins xác định văn hóa hội tụ là dòng chảy nội dung trên nhiều nền tảng truyền thông, sự hợp tác giữa nhiều ngành truyền thông và hành vi di cư của khán giả truyền thông, những người sẽ tìm kiếm và sử dụng hầu hết mọi kênh để tìm kiếm những trải nghiệm giải trí mà họ muốn.
Hội tụ văn hóa góp phần quan trọng trong truyền tải các câu chuyện thông qua truyền thông đa phương tiện (transmedia storytelling). Với transmedia storytelling, theo Jerkins, nội dung câu chuyện được gợi mở nhờ lợi dụng những điểm khác biệt của các kênh. Chẳng hạn, nội dung của The Matrix bắt đầu trình chiếu dưới dạng một bộ phim, sau đó chiếu thêm hai phần tiếp theo, nhưng trong một nền văn hóa hội tụ, câu chuyện không bị hạn chế ở hình thức đó. Mà nó còn được kể trong các tập phim hoạt hình ngắn, nội dung trò chơi video và truyện tranh, là ba nền tảng truyền thông khác nhau.
Văn hóa hội tụ là một phần của văn hóa tham gia (participatory culture). Bởi vì những người bình thường giờ đây có thể truy cập sở thích của họ trên nhiều loại phương tiện, họ cũng có thể có nhiều tiếng nói hơn. Người hâm mộ và người tiêu dùng có thể tham gia vào việc tạo và lưu hành nội dung mới. Một số công ty tận dụng điều này và tìm kiếm phản hồi từ khách hàng của họ thông qua phương tiện truyền thông xã hội và chia sẻ các trang web như YouTube. Bên cạnh tiếp thị và giải trí, văn hóa hội tụ cũng ảnh hưởng đến cách chúng ta tương tác với tin tức và thông tin. Người dùng có thể truy cập tin tức trên nhiều cấp độ phương tiện truyền thông từ radio, TV, báo và internet. Internet cho phép nhiều người có thể đăng tải tin tức thông qua các chương trình phát sóng độc lập và do đó cho phép vô số quan điểm được đưa ra và truy cập bởi mọi người trong nhiều lĩnh vực khác nhau. Sự hội tụ cho phép tin tức được thu thập ở quy mô lớn hơn nhiều. Chẳng hạn, những bức ảnh được chụp để tra tấn tại Abu Ghraib. Những bức ảnh này đã được chia sẻ và cuối cùng được đăng trên internet. Điều này dẫn đến việc phá vỡ một câu chuyện tin tức trên báo, trên TV và internet.

##### Sự hội tụ của điện thoại di động
Chức năng xã hội của một chiếc điện thoại đã thay đổi khi sự hội tụ diễn ra. Do công nghệ phát triển, các chức năng của điện thoại không chỉ còn nghe và gọi, mà còn cả kết nối Internet, nghe nhạc, xem phim, chụp ảnh. Ví dụ, Rok Sako To Rok Lo (2004) được chiếu ở Delhi, Bangalore, Hyderabad, Mumbai và các vùng khác của Ấn Độ qua thiết bị di động với nền tảng chia sẻ video.
Một thiết bị di động hội tụ còn có nghĩa là nếu điện thoại được kết nối bàn phím, màn hình và chuột, thì có thể chạy như một chiếc máy tính để bàn. Nhờ vào những hệ điều hành hội tụ như Ubuntu Touch và PureOS.

##### Phong trào xã hội
Sự tích hợp các phong trào xã hội trong không gian mạng là một trong những chiến lược tiềm năng mà các phong trào xã hội có thể sử dụng trong thời đại hội tụ truyền thông. Do tính trung lập của internet và thiết kế từ đầu đến cuối, cấu trúc của internet được thiết kế để tránh sự phân biệt giữa các ứng dụng.
Ví dụ, chiến dịch Zapatistas của Mexico về quyền đất đai là một trong những trường hợp có ảnh hưởng nhất trong thời đại thông tin; Manuel Castells định nghĩa người Zapatistas là "phong trào du kích thông tin đầu tiên". Cuộc nổi dậy của người Zatat đã bị báo chí phổ biến gạt ra ngoài lề. Người Zapatistas đã có thể xây dựng một phong trào xã hội cơ sở, phi tập trung bằng cách sử dụng internet. Hiệu ứng Zapatistas, được quan sát bởi Cleaver, tiếp tục tổ chức các phong trào xã hội trên phạm vi toàn cầu.
Một phong trào xã hội thành công không chỉ cần các phản đối trực tuyến mà còn cần các cuộc biểu tình trên đường phố. Papic đã viết, "Truyền thông xã hội một mình không khởi xướng các cuộc cách mạng", trong đó thảo luận về việc sử dụng phương tiện xã hội trong các phong trào xã hội cần tổ chức tốt cả trực tuyến và ngoại tuyến.
- Kể chuyện đa phương tiện (Transmedia storytelling)

1. ↑  Roco, MC (2002). "'Coherence and divergence of megatrends in science and engineering". J Nanopart Res. Quyển 4 số 1–2. tr. 9–19. Bibcode:2002JNR.....4....9R. doi:10.1023/A:1020157027792.
2. ↑  Bainbridge, W.S.; Roco, M.C. (2016). "'Science and technology convergence: with emphasis for nanotechnology-inspired convergence". J. Nanoparticle Res. Quyển 18 số 7. tr. 211. Bibcode:2016JNR....18..211B. doi:10.1007/s11051-016-3520-0.
3. ↑  Roco M.C., Bainbridge W.S., Tonn B. and Whitesides G. (2014-02-11). Convergence of Knowledge, Technology and Society: Beyond Convergence of Nano-Bio-Info-Cognitive Technologies. Science Policy Reports. Springer International Publishing.
4. ↑  Handbook of Science and Technology Convergence. Springer International Publishing. 2016-04-14
5. ↑  Roco, Mihail C. (2015). ""Principles and Methods That Facilitate Convergence". Handbook of Science and Technology Convergence. Cham: Springer International Publishing. pp. 1". {{Chú thích web}}: |url= trống hay bị thiếu (trợ giúp)
6. ↑  Compute! Magazine Issue 071. April 1986. Truy cập ngày 17 tháng 6 năm 2015.
7. ↑  Cheskin Research. "Designing Digital Experiences for Youth", Market Insights Series, Fall 2002 pp. 8–9
8. 1 2  Strader, Troy (2011). Digital Product Management, Technology and Practice: Interdisciplinary Perspectives: Interdisciplinary Perspectives. Hershey, PA: Business Science Reference. p. 113
9. ↑  Park, Sangin (2007). Strategies and Policies in Digital Convergence. Hershey, PA: Idea Group Reference. p. 106.
10. ↑  Jenkins (2006) Convergence Culture: Where Old and New Media Collide, pg 2
11. ↑  The Handbook of global online journalism, edited by Eugenia Siapera and Andreas Vilglis, pg 26
12. ↑  "Artur Lugmayr, Cinzia Dal Zotto, Media Convergence Handbook Vol. 1, Springer-Verlag, 2016".
13. ↑  "Artur Lugmayr, Cinzia Dal Zotto, Media Convergence Handbook Vol. 2, Springer-Verlag, 2016".
14. ↑  Rheingold, Howard (2000) Smart Mobs: the next social revolution, Perseus, Cambridge, Massachusetts, pp 157–82
15. ↑  Pavlic J. V. New Media Journalism // 21st Century Communication. A Reference Handbook. Volume 1 & 2. /Ed. By William F. Eadie. Los Angeles, 2009. 970 p. P. 643-651.
16. ↑  Holt, Jennifer, and Alisa Perren, eds. Media Industries History, Theory and Method. West Sussex, UK: Wiley-Blackwell, 2009. 145. Print.
17. ↑  "Compute! magazine issue 93 Feb 1988. "If the wheels behind the CD-ROM industry have their way, this product will help open the door to a brave, new multimedia world for microcomputers, where the computer is intimately linked with the other household electronics, and every gadget in the house reads tons of video, audio, and text data from CD-ROM disks".
18. ↑  "Ramón Salaverria, Media Convergence". Bản gốc lưu trữ ngày 20 tháng 11 năm 2015.
19. ↑  Roco, MC (2002). "'Coherence and divergence of megatrends in science and engineering". J Nanopart Res.
20. ↑  Jenkins, Henry (2006) Convergence Culture, New York University Press, New York
21. ↑  "Transmedia 202: Further Reflections". ngày 1 tháng 8 năm 2011. Truy cập ngày 26 tháng 4 năm 2017.
22. ↑  Castells, 2004:82
23. ↑  Cleaver, 1998
24. ↑  Papic, M., Noonan, S. (ngày 3 tháng 2 năm 2011). "Social Media As a Tool for Protest". Truy cập ngày 21 tháng 5 năm 2013.{{Chú thích web}}:  Quản lý CS1: nhiều tên: danh sách tác giả (liên kết)